# Melodin som gäckade skuggan
Melodin som gäckade skuggan är en amerikansk film från 1947 i regi av Edward Buzzell. Det kom att bli den sista filmatiseringen om Dashiell Hammetts romanfigurer Nick och Nora Charles.

## Handling
Jazzbandsledaren Tommy Drake mördas. Privatdetektiven Nick Charles får snart klart för sig att han var illa omtyckt och att flera personer tjänat på att han försvunnit.

## Rollista
- William Powell – Nick Charles
- Myrna Loy – Nora Charles
- Keenan Wynn – Clarence 'Clinker' Krause
- Dean Stockwell – Nick Charles Jr.
- Phillip Reed – Tommy Drake
- Patricia Morison – Phyllis Talbin
- Leon Ames – Mitchell Talbin
- Gloria Grahame – Fran Ledue Page
- Jayne Meadows – Janet Thayar
- Ralph Morgan – David I. Thayar
- Skippy – Asta